# Souhvězdí Tabulové hory
Tabulová hora (lat. Mensa) je jedno z 88 souhvězdí moderní astronomie, leží na jižní obloze. Souhvězdí zavedl Nicolas-Louis de Lacaille v roce 1754 na planině nedaleko dnešního Kapského Města v Jižní Africe. Bylo pojmenováno podle stolové hory Table Mountain nacházející se v Jihoafrické republice u Mysu Dobré naděje.

## Hvězdy
| Hvězda | Jméno | Hvězdná velikost |
| ------ | ----- | ---------------- |
| α Men  | α Men | 5,09m            |
| β Men  | β Men | 5,3m             |
| γ Men  | γ Men | 5,18m            |

Tabulová hora sestává ze slabých hvězd. Jeho bezejmenná Alfa Mensae má hvězdnou velikost jen 5,09. Je to nejslabší alfa vůbec a to nejen co se týče zdánlivé, ale také absolutní hvězdné velikosti. Patří do málo početné skupiny hvězd slabších než Slunce, které je možné vidět pouhým okem. Zařazujeme ji do spektrálního typu G7V hlavní posloupnosti a je jen 33,1 světelných let daleko, čímž patří k našim nejbližším hvězdám.
Beta Mensae se promítá do Velkého Magellanova mračna, ale leží samozřejmě daleko před ním. Gamu Mensae uvádí kniha Obloha na dlani jako nejjasnější hvězdu souhvězdí s magnitudou 5,06, podle dnešních poznatků je však o něco slabší než alfa. Obloha na dlani též udává pro zmiňované tři hvězdy jiný spektrální typ – K – stejně jako novější zdroje.
Další hvězdou podobnou Slunci v tomto souhvězdí je Pí Mensae. Ačkoliv je svítivější než Alfa Mensae a o 49 % svítivější než naše Slunce, jeví se velmi slabá, protože leží ve vzdálenosti 59 světelných let od nás. U pí Men byla objevena exoplaneta s hmotností 10 Jupiterů. Její průměrná vzdálenost od mateřské hvězdy je 3,29 AU. V roce 2018 byla objevena dalekohledem TESS další exoplaneta.

## Objekty
V souhvězdí se nenachází mnoho objektů, které by stály za pozornost. Ze sousedního souhvězdí (viz souhvězdí Mečouna) však do tohoto nevýrazného a malého souhvězdí zasahuje Velké Magellanovo mračno. Za výborných pozorovacích podmínek v něm velkým triedrem anebo teleskopem můžeme spatřit množství slaboučkých hvězd, někde uspořádaných do shluků a mlžnatých skvrnek. I nejjasnější hvězdokupy Velkého Magellanova mračna zasahující do tohoto souhvězdí však mají jen magnitudu 10 nebo vyšší.

## Poloha
Ve čtyřech hlavních hvězdách Tabulové hory - alfa, beta, gama a éta - bychom měli vidět lichoběžníkovou horu přikrytou Velkým Magellanovým mračnem jako ubrusem. Všechny hvězdy jsou však velmi slabé, souhvězdí působí téměř jako prázdná oblast na obloze. Střed Tabulové hory leží asi 25° jižně od druhé nejjasnější hvězdy noční oblohy - Canopa.